# 프렌즈: 하얀 거짓말
《프렌즈: 하얀 거짓말》(프랑스어: Les Petits Mouchoirs)은 2010년 공개된 프랑스의 영화이다.

## 출연
- 프랑수아 클루제 - 막스
- 마리옹 코티야르 - 마리
- 브누아 마지멜 - 뱅상
- 질 를루슈 - 에릭
- 장 뒤자르댕 - 루도
- 로랑 라피트 - 앙투안
- 발레리 보네통 - 베로니크
- 파스칼 아르비요 - 이사벨
- 안 마리뱅 - 쥘리엣
- 루이즈 모노 - 레아
- 조엘 뒤퓌슈 - 장루이
- 호신 메라베 - 나심
- 막심 누시 - 프랑크